# Xã Lower Salford, Quận Montgomery, Pennsylvania
Xã Lower Salford (tiếng Anh: Lower Salford Township) là một xã thuộc quận Montgomery, tiểu bang Pennsylvania, Hoa Kỳ. Năm 2010, dân số của xã này là 14.959 người.